# Гянджинская мужская гимназия
Гянджинская мужская гимназия (до 1918 года — Елизаветпольская) — мужская гимназия, существовавшая в городе Елизаветополе (после 1918 года — Гянджа) с 1881 по 1920 год. Сегодня в здании бывшей гимназии функционирует факультет агробизнеса и управления Азербайджанского государственного аграрного университета.

## История
Трёхэтажное здание гимназии было построено в 1848 году в готическом стиле.
Классическая прогимназия в Елизаветполе была создана в 1870 году на базе Елизаветпольского уездного училища. В 1881 году она была преобразована в мужскую гимназию. 
Весной 1919 года преподавателем немецкого языка Гянджинской мужской гимназии И. М. Высоцким в городе были открыты курсы немецкого, французского, тюркского, армянского, латинского, греческого и польского языков. В годы существования Азербайджанской Демократической Республики число учащихся-мусульман в учебном заведении значительного увеличилось, в связи с чем осенью 1919 года в Гянджинской мужской гимназии были открыты параллельные отделения в приготовительных классах.
Выпускниками гимназии являлись такие исторические личности как первый премьер-министр и министр внутренних дел Азербайджанской Демократической Республики Фатали Хан Хойский, министр внутренних дел Азербайджанской Демократической Республики Халил-бек Хасмамедов, российские и азербайджанские государственные деятели Адиль Хан, Исмаил Хан и Шахверди Хан Зиятхановы, профессор Азербайджанского мединститута доктор Али-Реза Атаев, советский разведчик Александр Агаянц, инженер-авиатор Али-бек Вердиев и др.
Гимназия была закрыта в 1920 году. С 1920 года по 1930 года в здании гимназии функционировала средняя техническая профессиональная школа. В 1931 году здание гимназии было передано на баланс Сельскохозяйственного института и стало корпусом факультета аграрной экономики. 
Сегодня (2022) здание бывшей гимназии является зданием факультета агробизнеса и управления Азербайджанского государственного аграрного университета.